# Albina

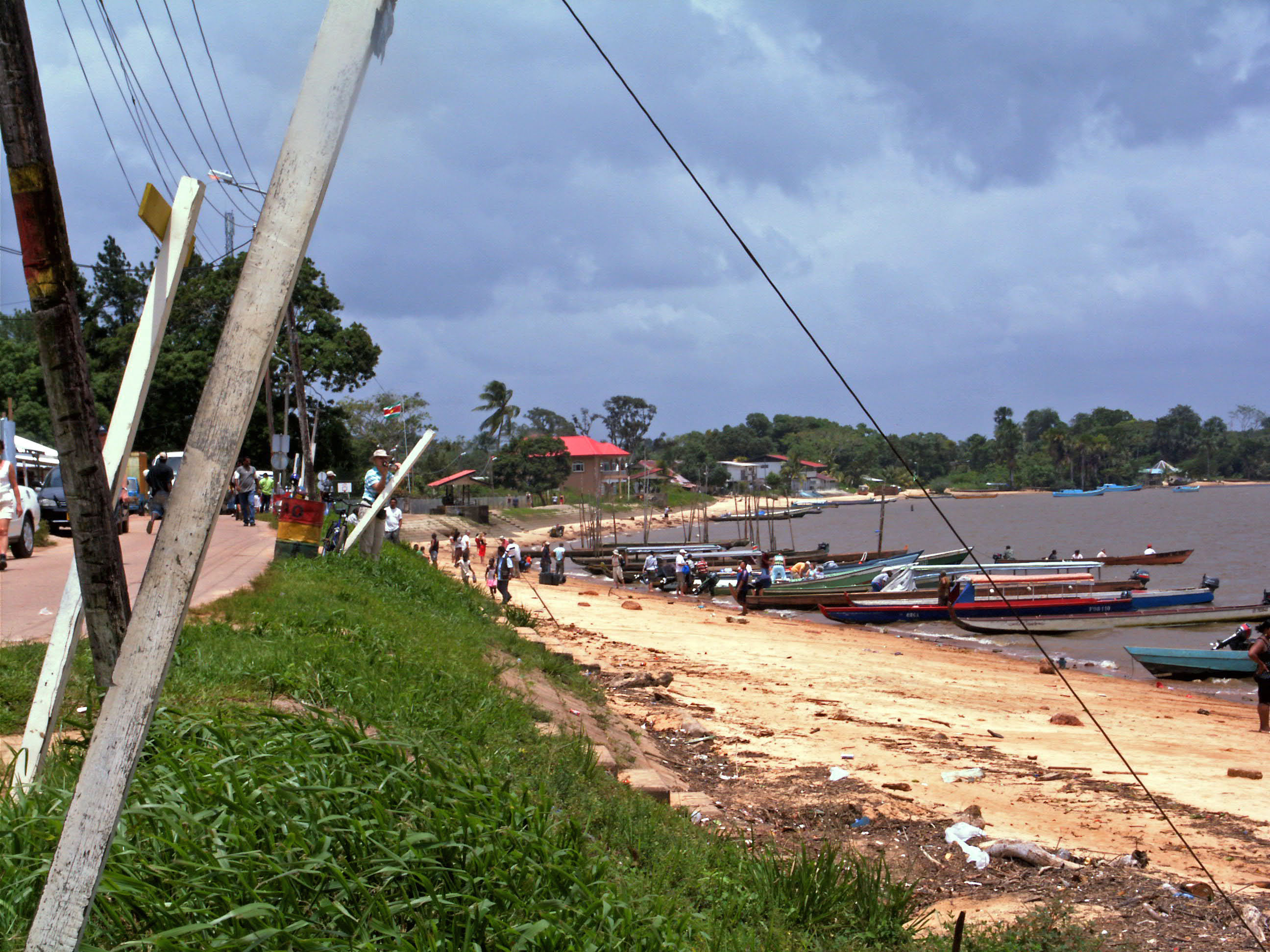
Albina. 2008.

Albina är en ort i Surinam, i Marowijnedistriktet. Folkmängden i kommunen uppgick till 5 114 invånare vid folkräkningen 2004, på en yta av 397 km². Albina ligger vid Maroniflodens västra sida, mitt emot den större staden Saint-Laurent-du-Maroni i Franska Guyana. Städerna förbinds med färjetrafik. Stora delar av Albina förstördes under Maroonfolkets uppror under 1980- och 1990-talet.